# Sierra de Juárez
La Sierra de Juárez, conosciuta anche come Sierra Juarez, è una catena montuosa situata nel comune di Tecate e nella parte settentrionale del comune di Ensenada, all'interno dello Stato della Bassa California, nel Messico nordoccidentale.
È una delle principali catene montuose del gruppo principale delle catene montuose peninsulari, che si estende dalla California meridionale lungo la penisola della Bassa California nello Stato della Bassa California del Sud.